# Eddie Albert
Eddie Albert (født 22. april 1906, død 26. maj 2005) var en amerikansk filmskuespiller.